# Tádž ol-Molouk
Tâj ol-Moluk Âyromlu, rozená Nimtâj Âyromlu (17. března 1896 – 10. března 1982) byla íránská královna díky sňatku s Rezou Šáhem, zakladatelem dynastie Pahlaví a císařem v letech 1925–1941. Titul, který získala při korunovaci, znamená v arabštině koruna králů. Byla úplně první íránskou královnou, která od podmanění Persie muslimy, vystupovala na veřejnosti a hrála hlavní roli při vytváření zákona Kashfe hijab (zákaz zahalování žen) v roce 1936.

## Životopis
Byla dcerou brigádního generála Teymura Khana Ayromlou. Její manželství bylo nejspíše domluvené a Rezá Šáh díky němu získal výhody ve vojenské kariéře. Díky jejímu otci pak byl mnohem výše postavený ve vojenské hierarchii.
Dne 23. února 1921 Rezá Šáh převzal do svých rukou Teherán a nastal převrat.

### Královna
15. prosince 1925 se její manžel prohlásil za Šáhdžahána-Šáha (král králů) a Tádž získala titul Maleke (královna).
V této době však Tádž se svým manželem Rezou nežila, jelikož se údajně více věnoval svým dalším manželkám Touram Amir Soleimani a od roku 1923 manželce Esmat Dowlatshahi. Politiky se tedy neúčastnila z vlastní iniciativy. Nicméně to ona byla během vlády manžela určena královnou, což znamenalo její význam politiky vůči ženám. Byla první královnou Íránu, která vystupovala na veřejnosti.
Její role královny pak byla významnou záštitou nového zákona pro ženy, když její manžel zakázal íránským ženám zahalování, čímž chtěl dosáhnout modernizace státu podle západního modelu, kde se inspiroval Atatürkovým Tureckem. Sama na veřejnosti chodila nezahalená a oblečená stejně jako západní ženy. Odhalování žen pak zasáhlo do náboženského založení státu a proto Reza zaváděl pravidlo nenošení hidžábu a závojů postupně, aby v zemi nevypukly nepokoje – zatímco učitelky ve školách nesměly být zahalené od roku 1933, žačky a studentky škol tento zákaz dostaly až v roce 1935. Oficiální zákaz pro všechny ženy pak nastal v lednu 1936, kde hrály největší roli právě královna Tádž a další manželky a dcery Rezy. V den uvedení tohoto zákona v platnost se Rezá Šáh zúčastnil maturitního ceremoniálu na univerzitě v Teheránu, kde právě jeho manželky spolu s dcerami byly nezahalené a oblečené podle tehdejší západní módy. Královna předávala studentům diplomy, zatímco Rezá Šáh měl proslov a rozdělování společnosti podle pohlaví a ženám sdělil, že budoucnost je nyní v jejich rukou. V tento den se tedy poprvé íránská královna Tádž objevila na veřejnosti. Poté, co Rezá Šáh nechal zveřejnit fotografie své manželky a dcer, po celém Íránu se začaly ženy oblékat bez zahalování.

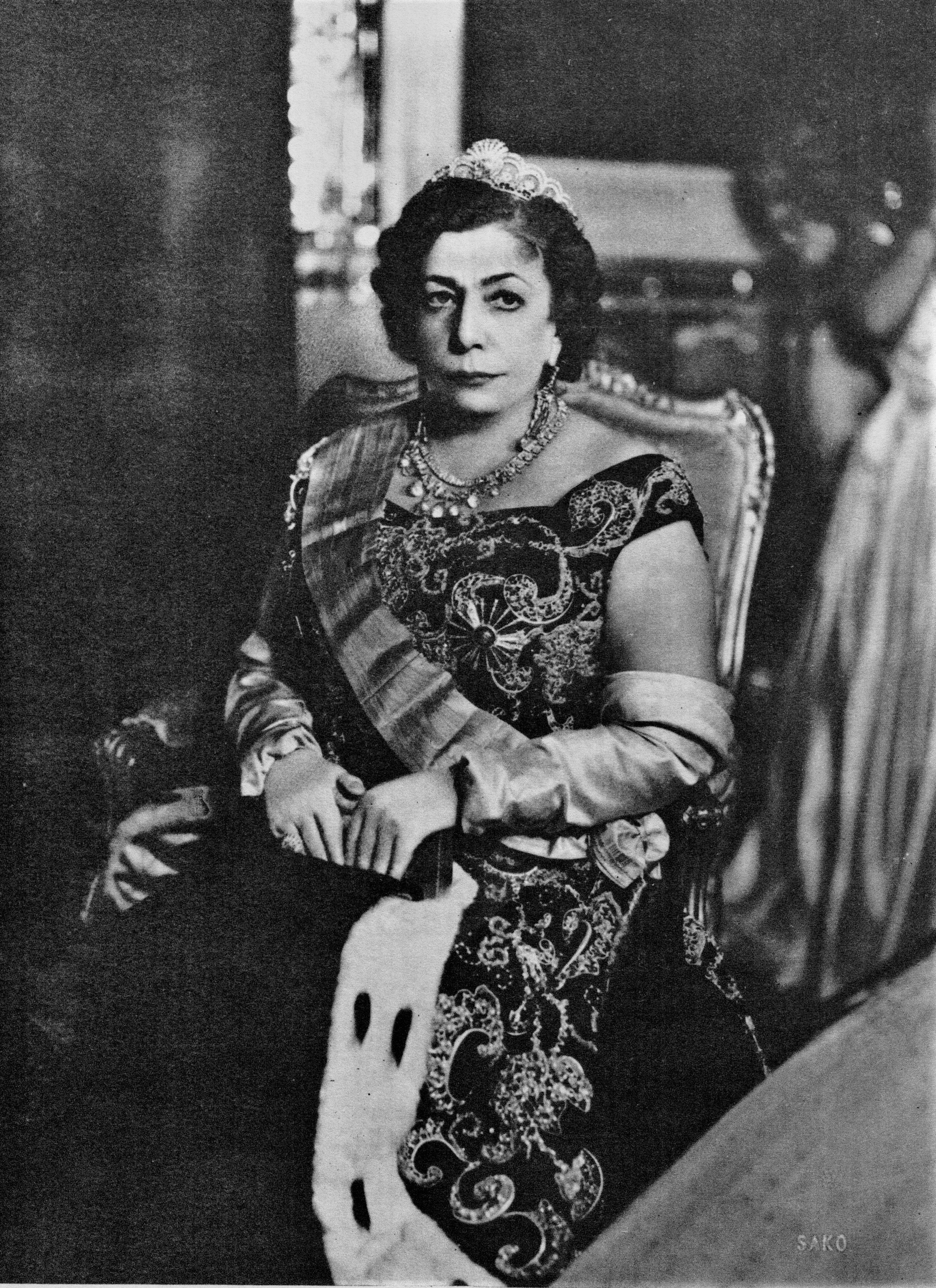
Tádž ol-Molouk, íránská královna v letech 1926–1941

### Pozdější život
16. září 1941 byl její manžel z trůnu sesazen a vyhnán do exilu. Svého manžela Tádž do jižní Afriky nenásledovala. Místo toho zůstala se svým synem na císařském dvoře v Íránu.
Během vlády svého syna měla stále velký vliv a vládla i jeho paláci. Konflikt mezi ní a její snachou Fawzií upoutal pozornost veřejnosti a údajně měl za následek rozvedení manželství v roce 1945. S princeznou Šahnáz pak měla velmi blízký vztah.
V roce 1950 zorganizovala sňatek svého syna se Soraya Esfandiari-Bakhtiari. Během funkčního období ministra Mosaddekka opustila Írán a zpět se vrátila až po pádu jeho vlády v roce 1953.
Během vlády syna již veřejně nevystupovala a nereprezentovala dynastii; v této době ji reprezentovaly synovy manželky a dcery. Více se zaměřila na charitu. V říjnu 1967 se ani neúčastnila korunovace šáha, pouze se objevila na večírku, který po korunovaci následoval. Ve svém paláci se pak účastnila pouze dvou večírků – poprvé při příležitosti oslav narozenin jejího nejstaršího vnuka, poté při oslavách pádu vlády Mosaddekka. Když se v roce 1971 začalo šáhovo zdraví zhoršovat, držela se tato informace v tajnosti, aby to nijak nezasáhlo stárnoucí Tádž.
Před íránskou islámskou revolucí v roce 1979 stihla na přání Muhammada Rezy odjet do domu princezny Šams v Beverly Hills. Do Los Angeles dorazila v prosinci 1978 královským Air Force Boeingem 747. Krátce po jejím příjezdu, 2. ledna 1979, íránští studenti napadli její dům a spálili jej. Poté zůstala ona spolu s dcerou Šams v Palm Springs, na americké ambasádě Spojeného království.
Tádž zemřela v Acapulcu v Mexicu v březnu 1982 po krátkém boji s leukémií. Bylo to pouhých sedm dní před jejími 86. narozeninami.

## Potomstvo
Královna Tádž -ol-Molouk měla celkem 4 děti:
- Šams Pahlaví
- Muhammad Rezá Pahlaví, poslední íránský císař před revolucí v roce 1979
- Ašraf Pahlaví, dvojče Muhammada
- Alí Rezá Pahlaví

## Vyznamenání
- velkostuha Řádu slunce[1]
- dáma velkostuhy Řádu Plejád – 1957[2]
- Korunovační medaile Rézy Šáha I. – 26. října 1967
- Pamětní medaile 2500. výročí Perské říše – 14. října 1971
- nejvyšší třída Řádu ctností – Egyptské království, 25. dubna 1939[1]

| Íránská královna           | Íránská královna                                 | Íránská královna          |
| -------------------------- | ------------------------------------------------ | ------------------------- |
| Předchůdce: Badr al-Molouk | 15. prosince 1925 – 16. září 1941 Tádž ol-Molouk | Nástupce: Fawzia Egyptská |